# IEEE Annals of the History of Computing
IEEE Annals of the History of Computing — рецензований академічний журнал, що виходить чотири рази на рік і публікується IEEE Computer Society.
Публікує статті на тему історії інформатики, інформаційних технологій та обчислювальної техніки.
Заснований 1979-го року AFIPS, зокрема Солом Розеном, який був редактором журналу до кінця свого життя (1991).
Журнал публікує наукові статті, інтерв'ю, спогади піонерів інформатики і комп'ютерної техніки, а також повідомлення про новини і події у цій сфері.
Започаткований у липні 1979 року як Annals of the History of Computing, головним редактором став Bernard Galler. Під патронатом IEEE журнал почав публікуватися з 1992 року, і тоді ж був перейменований на IEEE Annals of the History of Computing. Коефіцієнт впливовості журналу станом на 2017 рік складав 0,619. Станом на 2018 рік[уточнити] головним редактором є Gerardo Con (Каліфорнійський університет, Девіс).